# 秋芳町
秋芳町（しゅうほうちょう）は、かつて山口県の西部にあった町である。美祢郡に属した。
日本最大級のカルスト台地である秋吉台があり、町中心部はその南側の緩やかな丘陵にある。
気候は夏暑くて冬寒いという内陸部特有の気候であり、冬季は積雪も見られる。

## 地理
町の北部を中国山地が横断しており、その南側にカルスト台地の秋吉台が広がる。町の大部分が秋吉台国定公園となっており、カルスト台地の地下には多くの鍾乳洞が存在している。
町の南北を厚東川が流れ、その両側に平地が広がる。人口のほとんどは厚東川とその支流の両側に集中している。

## 歴史
- 1955年（昭和29年）4月1日 - 秋吉村・岩永村・別府村・共和村が合併して秋芳町が発足。
- 2007年（平成19年）2月13日 - 美祢市・美東町との合併協定書に調印。
- 2008年（平成20年）3月21日 - 美祢市・美東町と合併し、改めて美祢市が発足。同日秋芳町廃止。

## 行政
- 町長 - 中本喜弘（なかもと・よしひろ）
2007年4月の統一地方選挙で行われた町長選挙で初当選。
秋吉台や秋芳洞の観光事業がふるわず、活性化のために前町長主導で行われた釣り堀やオートキャンプ場の不振に伴い観光事業特別会計の実質赤字額が約12億円以上に上る[1]ことへの批判を追い風に、合併まで1年足らずの時期での異例の初当選となった。
なお、2007年6月3日付け日本経済新聞によると、秋芳町の2005年度の「連結実質収支比率」（普通会計および特別会計の合算収支額を標準財政規模で割ったもの）は夕張市、赤平市（いずれも北海道）に次いで全国ワースト3位の「-57.4%」であった。

## 経済
隣接する美祢市とともに宇部・小野田広域都市圏に含まれる。南部を中心に宇部市・美祢市と経済的なつながりが深いが、北部は長門市との経済的交流もみられる。

### 産業
観光業と農業が基幹産業である。
観光では秋吉台や秋芳洞などの自然を生かしたものが多い。
農業では北部の嘉万地区などで梨を生産、梨狩りをすることができる。

## 教育

### 高等学校
- 山口県立美祢高等学校
郡内の中学校（秋芳北中・秋芳南中・美東中）と連携型の中高一貫教育を行っている。

### 中学校
- 秋芳町立秋芳北中学校
- 秋芳町立秋芳南中学校

### 小学校
- 秋芳町立嘉万小学校
- 秋芳町立別府小学校
- 秋芳町立秋吉小学校
- 秋芳町立本郷小学校
- 秋芳町立下郷小学校

### 廃校
- 秋芳町立八代小学校（2006年3月31日をもって嘉万小学校に統廃合）

## 交通

### 鉄道
町内を鉄道路線は通っていない。鉄道を利用する場合の最寄り駅は、JR西日本美祢線美祢駅。

### バス路線
旧町役場にほど近い秋吉駅と秋芳洞バスターミナルが拠点となる。
- JRバス中国（山口駅 - 秋芳洞 - 美祢駅）
- 防長交通（新山口駅 - 秋芳洞、秋芳洞 - 東萩駅・青海大橋ほか）
- サンデン交通（下関駅 - 美祢駅 - 秋芳洞）

### 道路

#### 一般国道
- 国道435号

#### 主要地方道
- 山口県道31号美東秋芳西寺線
- 山口県道32号萩秋芳線
- 山口県道36号秋芳三隅線

#### 一般県道
- 山口県道239号銭屋美祢線
- 山口県道240号湯ノ口美祢線
- 山口県道242号秋吉台公園線
- 山口県道280号長門秋芳線
- 山口県道339号東吉部秋吉線
- 山口県道501号山口秋吉台公園自転車道線

## 名所・旧跡・観光スポット・祭事・催事

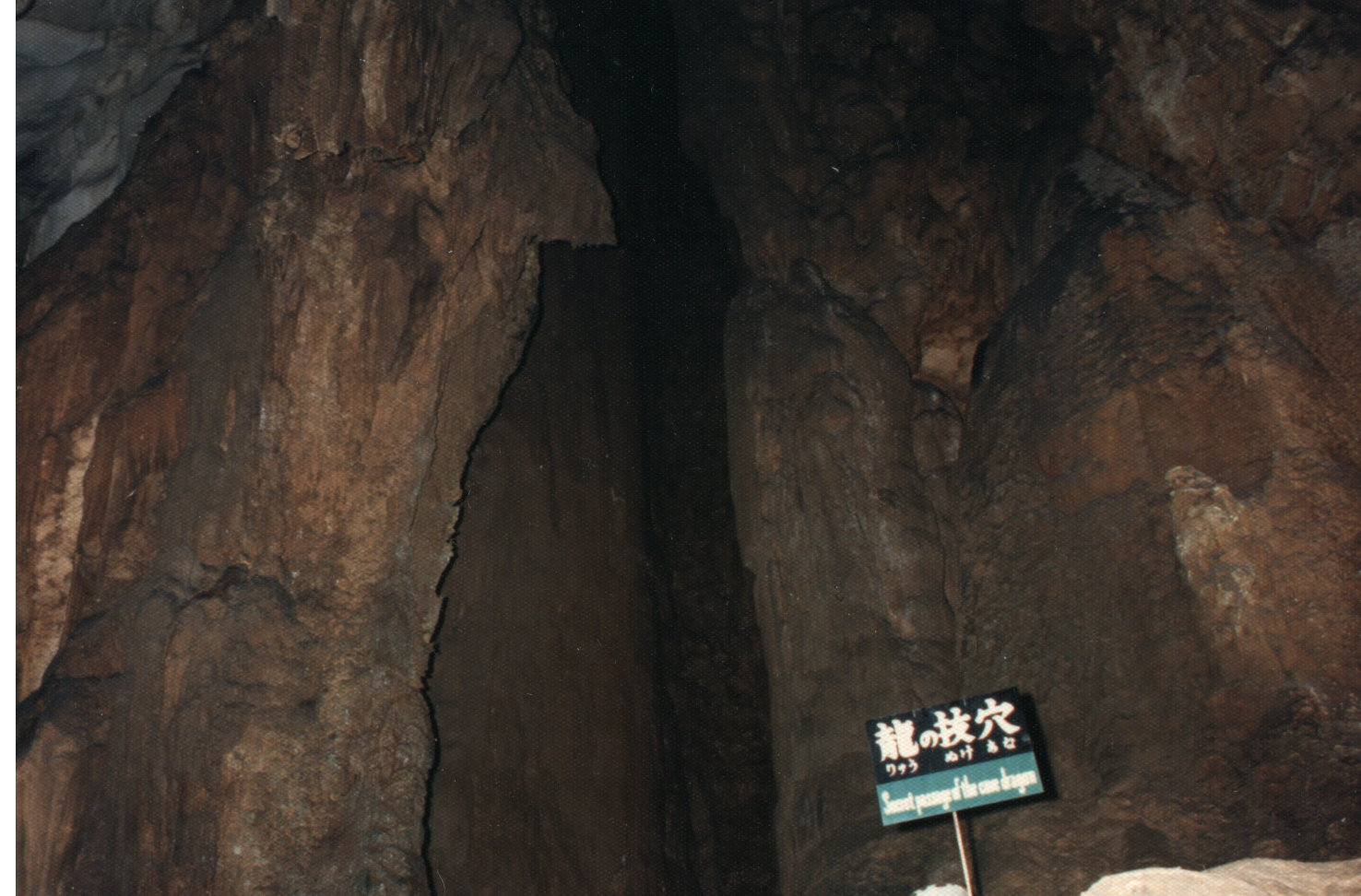
秋吉台秋芳洞

### 観光スポット
- 秋吉台
- 秋芳洞
- 別府弁天池湧水（名水百選）
- 秋吉台国際芸術村
- 秋芳白糸の滝
- 秋吉台家族旅行村

### イベント
- 秋吉台観光まつり（毎年7月）